# 朗格

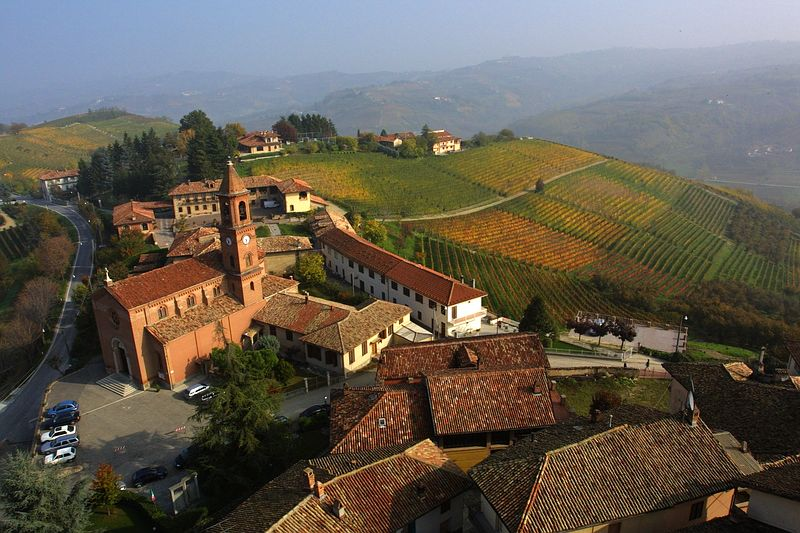
朗格地區葡萄園。

朗格（義大利語：Langhe）是義大利的一個地區，位於義大利北部皮埃蒙特庫內奧省，塔納羅河以東。地形多為丘陵。朗格是一個非常著名的葡萄酒、起司和松露的產地，其中又尤以阿爾巴白松露聞名。2014年，朗格因其葡萄酒產地景觀而被列入世界文化遺產。

## 延伸阅读
[在维基数据编辑]

## 外部連結
- Information on The Langhe Piemonte （页面存档备份，存于）
- Langhe and territory （页面存档备份，存于）, a complete portal about Langhe, the territory, the cities and the wines. English version.
- "Langhe Doc" （页面存档备份，存于） documentary movie filmed in Langhe Region; 2011